# 新达街道
新达街道，是中华人民共和国内蒙古自治区乌海市乌达区下辖的一个乡镇级行政单位。

## 行政区划
新达街道下辖以下地区：
新达佳苑社区、爱民佳苑社区、昌达佳苑社区和颐景佳苑社区。